# Boston City Hall

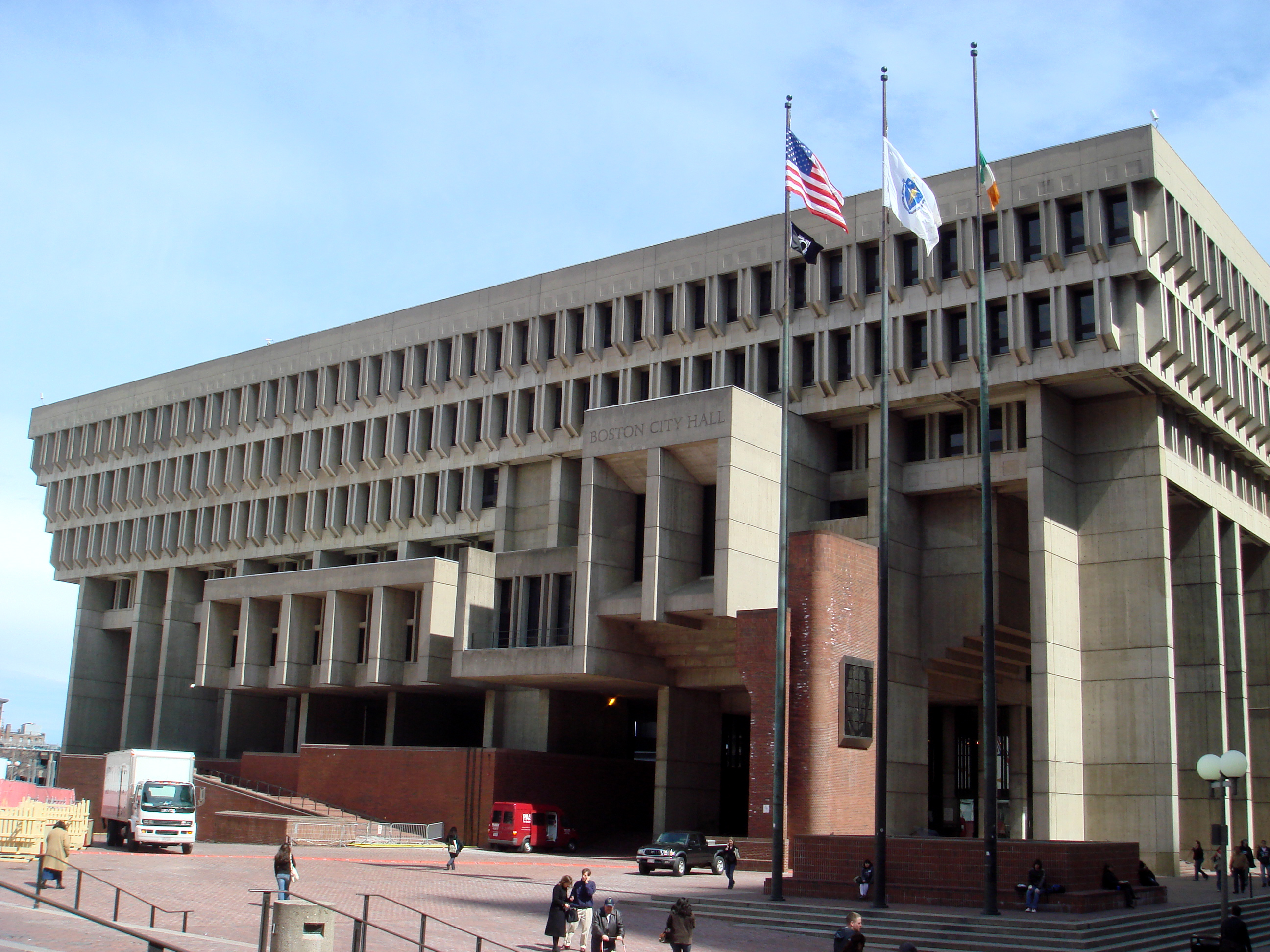
Boston City Hall.

Boston City Hall är en byggnad i centrala Boston, Massachusetts som uppfördes mellan åren 1963 och 1968. Byggnaden fungerar som stadshus och säte för Bostons kommunstyrelse och ersatte en föråldrad byggnad som blivit för liten.
Byggnaden ritades av arkitekterna och professorerna Gerhard M. Kallmann, Noel M. McKinnell, och Edward F. Knowles som alla var verksamma vid Columbia University. Arkitekturen är utförd i brutalistisk stil med blottade strukturer i betong, som i en sockel vid markplan klätts i tegel. Strukturen utgörs av modulelement i prefabricerad och platsgjuten betong, beroende på placering och funktion. I markplan är modulerna större och något oregelbundet placerade, för att möjliggöra öppna, flexibla ytor vilka delvis är öppna för allmänheten. Ovanför dessa finns administrations- och kontorsutrymmen och där blir strukturerna mindre och mer repetitiva. Planen är komplex, men i princip ortogonalt utförd och interiören präglas av träpaneler och golv i tegel.
Det arkitektoniska uttrycket, som sägs ha hämtat inspiration från det samtida klostret Sainte Marie de La Tourette av Le Corbusier, har genom åren starkt kritiserats för att det inte knyter an till kringliggande byggnader och för att det fjärmar det lokala styret från allmänheten genom en monumental form. Samtidigt är byggnaden ett av Bostons starkaste landmärken och anses av många som ett av de bästa exemplen på amerikansk brutalism.